# Arıkdere, Karkamış
Arıkdere là một xã thuộc huyện Karkamış, tỉnh Gaziantep, Thổ Nhĩ Kỳ. Dân số thời điểm năm 2011 là 253 người.